# Missa Caput

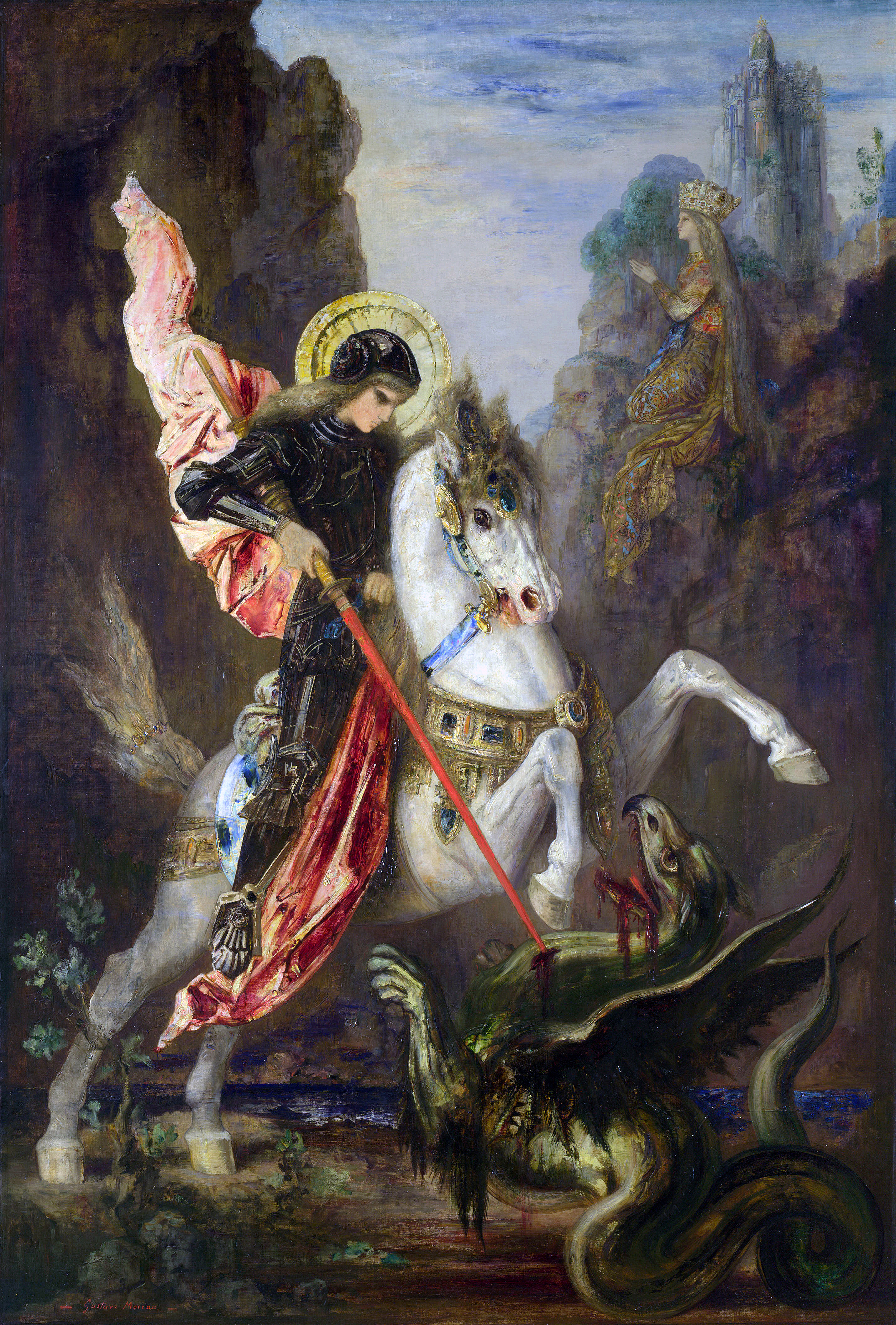
Saint-Georges terrassant le dragon peut avoir été la source d'inspiration pour la Missa Caput, anonyme du XVe siècle.

La Missa Caput est une mise en musique à quatre voix de la messe catholique, datant des années 1440, par un compositeur anglais anonyme, désigné aujourd'hui par Maître de Caput. Elle a été largement répandue sur le continent européen, au milieu du XVe siècle et a été l'une des œuvres musicales les plus appréciées du début de la Renaissance en Europe, à en juger par le nombre d'exemplaires qui ont survécu et le nombre d'imitations qu'elle a inspirées. Elle a exercé une influence à la fois pour son utilisation d'un cantus firmus au ténor unifiant tous les mouvements et pour être la première composition étendue avec une ligne de basse librement composée, une fonctionnalité avec d'extraordinaires ramifications dans l'histoire de la musique. Elle est notamment conservée grâce aux codices de Trente.

## Présentation
Longtemps d'origine mystérieuse, le cantus firmus sur lequel est basée la messe, est découvert par Manfred Bukofzer à partir du rite de Sarum (Sarum Use) : les mélismes sur le dernier mot, « caput », à partir de l'antienne Venit ad Petrum, utilisée lors de la cérémonie du Mandatum (le lavement des pieds) pendant le Jeudi saint de la Semaine sainte,. Les mélismes sur le seul mot est long et dramatique, contenant plus de 100 notes et couvrant l'intervalle d'une octave. Dans les mélismes l'intervalle mélodique de quarte est important et est répété plusieurs fois et dans plusieurs modes, notamment Phrygien, Dorian et Mixolydien, sont implicites, en lui donnant une extraordinaire diversité mélodique.
Alors qu'au départ la Missa Caput était considérée possiblement comme une œuvre de Dufay – puisque les codices de Trente lui attribue le plus de source – mais des recherches récentes ont établi que l'origine du compositeur était anglaise,. Le cycle de messe a montré son développement d'une origine anglaise, puis adopté avec enthousiasme par les compositeurs de l'école bourguignonne, devenant finalement le principal véhicule des œuvres longues dans l'expression musicale dans la Renaissance.
Deux autres messes, l'une par Johannes Ockeghem et une de Jacob Obrecht, ainsi qu'une Antienne Mariale (Salve Regina) de Richard Hygons, sont connus pour être basés sur le même cantus firmus. Un usage moderne des mélismes caput apparaît dans une œuvre pour violon seul de Brian Ferneyhough, Unsichtbare Farben.

## Messe
Il s'agit d'une mise en musique des principaux mouvements de l'ordinaire de la messe : Kyrie, Gloria, Credo, Sanctus et Agnus Dei. Contrairement à la plupart des cycles de messe anglais de la période, l'œuvre comprend un Kyrie polyphonique : la plupart des autres ayant un Kyrie en plain-chant. Chaque mouvement donne toujours au ténor, systématiquement la mélodie deux fois. C'est, stylistiquement, assez proche des œuvres de John Dunstable, dont on a suggéré la possibilité que l'œuvre soit de lui, mais aucun lien n'a été trouvé. 
La caractéristique la plus significative de la messe pour le développement de la musique sur le continent, a été sa ligne de basse librement composée. Les possibilités ont été évidentes pour les compositeurs, car beaucoup ont immédiatement imité le procédé, ce qui a permis une liberté harmonique pour le ténor. Composer librement la basse permet de contrôler l'harmonie d'une manière qui a rendu possible les progressions d'accords et les évolutions progressives et fonctionnelles de la tonalité, qui a lieu une centaine d'années plus tard. À la fin du XVe siècle, il y a une effusion de musique qui exploitent les tessitures graves, par exemple dans la production de Johannes Ockeghem, innovation qui a commencé avec la Missa Caput.

## Symbolisme possible
Un autre des mystères de la Missa Caput, qui est devenue particulièrement importante après la découverte de la source du cantus firmus, a été de découvrir pourquoi une composition polyphonique élaborée aurait été écrite pour un temps dans le calendrier liturgique qui évite généralement d'exposer de la musique polyphonique. Peu de musique a été écrite d'une manière élaborée pour tous les événements pendant le Carême, et le Jeudi saint était le plus triste de tous les jours à cette période. Une suggestion est que le symbolisme de la Caput (en latin : tête) n'a pas été pris en compte, et alors que les mélismes des chants du Rite de Sarum peut avoir été utilisé comme la source, la messe a été utilisée pour un tout autre but, peut-être basé sur ce symbolisme. Suggestions pour ce centre, autour de la signification symbolique de la « tête ».
Voici le texte latin de la fin de l'antienne de Sarum, Venit ad Petrum, extrait de Jean, 13:9 :
« dicit ei Simon Petrus domine non tantum pedes meos sed et manus et caput. »
« Simon Pierre lui dit : « Seigneur, non seulement les pieds, mais encore les mains et la tête. »
Au XVe siècle, une thématique commune de l'iconographie religieuse, est l'écrasement de la tête du serpent, comme on le voit dans les illustrations de Saint Georges et le dragon. La célébration de cette victoire est peut-être l'une des intentions de la Missa Caput. En outre, de nombreuses illustrations et documents de la Vierge écrasant elle-même la tête du serpent : cela permettrait d'établir une connexion avec l'autre utilisation des mélismes Caput, dans l'Antienne mariale Salve Regina par le compositeur anglais, attaché à la Cathédrale de Wells, Richard Hygons, figurant dans le Livre de chœur d'Eton (Eton Choirbook).

## Attributions
Les musicologues pensent que le Maître de Caput, musicien si talentueux a très certainement écrit d'autres œuvres. Ainsi les messes Veterem hominem et Christus surresit ont bon nombre d'éléments caractéristiques. La seconde composée sur une mélodie allemande — Leise ou Christus ist erstanden [« Jésus-Christ est ressuscité »] — invite à croire que le compositeur anglais exerçait alors en pays germaniques.

## Sources et publications

### Manuscrits principaux
Parmi les sept manuscrits qui conservent la messe, les principaux sont :
- Codices de Trente : TrentM 89 fos  246v–256r ; TrentM 88 fos  31v–35r ; TrentM 93, fos  126v-128r, 236v-238r, 297v-299r.
- Londres : British Museum, Add. Ms. 54324.
- Lucques : Archives.

### Publications modernes
- Oswald Koller  (éd.) DTÖ vol. 38, Vienne 1912
- Laurence Feininger (éd.), Monumento Polyphoniæ liturgica, Rome, Societas universalis Sanctae Ceciliae 1951 (OCLC 797899482)
- Heinricus Besseler (éd.), G. Dufay, Opera omnia vol. II, coll. « Corpus mensurabilis musicae », American Institute of Musicology 1960 (OCLC 476241024)
- Alejandro Enrique Planchard (éd.), dans Misæ Caput : Guillaume Dufay, Johannes Ockeghem, and Jacob Obrecht, coll. « Collegium Musicum », Université Yale 1964 [lire en ligne]

## Discographie
- Ambrosian Singers, dir. Denis Stevens (vers 1955, LP L'Oiseau-lyre OL 50069) (Fiche sur medieval.org) — encore sous l'attribution à Dufay.
- Capella Cordina, dir. Alejandro Planchart (mai 1967, LP Lyrichord LLST 7190) (Fiche sur medieval.org) — encore sous l'attribution à Dufay.
- Györy Leanikar, dir. Miklós Szabó (vers 1969, LP Qualiton LPX 11 441) (Fiche sur medieval.org)
- Clemencic Consort - René Clemencic (juin 1976, LP Harmonia Mundi HM 996) (Fiche sur medieval.org) — encore sous l'attribution à Dufay.
- The spirit of England & France, vol. 4 - Gothic Voices, dir. Christopher Page (13-17 juillet 1996, Hyperion CDH55284) (Fiche sur medieval.org), (OCLC 416108210)